# Flickr
Flickr là một trang mạng và bộ dịch vụ web chia sẻ hình ảnh, và một nền tảng cộng đồng trực tuyến, được xem như một kiểu mẫu sớm nhất cho ứng dụng Web 2.0. Flickr được tạo bởi Ludicorp vào năm 2004. Qua vài lần thay đổi chủ sở hữu, trong đó nổi tiếng nhất là Yahoo! (từ tháng 3 năm 2005 - tháng 4 năm 2018), SmugMug đã mua lại Flickr vào ngày 20 tháng 4 năm 2018 từ Verizon's Oath, công ty chủ quản của Yahoo!.
Ngoài ra là một trang mạng phổ biến để người dùng chia sẻ ảnh cá nhân, dịch vụ còn được các blogger biết tới rộng rãi như một kho hình. Sự phổ biến của nó được kích thích nhờ những công cụ cộng đồng trực tuyến sáng tạo của nó cho phép hình ảnh được ghi thẻ và duyệt qua bằng các hình thức folksonomy.
Flickr có một kho hình có đến 6 tỷ hình ảnh (tính đến tháng 8 năm 2011). Tháng 3 năm 2013 đã có tổng số 87 triệu thành viên chính thức và hơn 3,5 triệu bức ảnh mới được tải lên mỗi ngày.
Người dùng có thể sử dụng ứng dụng của Flickr trên iOS, Android, Windows Phone, và PlayStation Vita.

## Lịch sử
Flickr được phát triển bởi Ludicorp, một công ty được thành lập vào năm 2002 ở Vancouver, British Columbia, Canada. Ludicorp phát hành Flickr vào tháng 2 năm 2004. Dịch vụ gốc chưa có công cụ ban đầu được tạo ra cho Game Neverending của Ludicorp, một trò chơi trực tuyến nhiều người chơi. Flickr đã thông qua một dự án khả thi hơn và dự án Game Neverending được xếp vào tủ.
Hiện thân ban đầu của Flickr tập trung vào phòng chat tập thể có tên gọi là FlickrLive với khả năng trao đổi hình ảnh thời gian thực. Cũng có sự nhấn mạnh trong việc thu thập hình ảnh tìm thấy trên web chứ chưa phải là hình ảnh do người dùng chụp. Những thay đổi sau đó tập trung hơn vào việc tải hình lên và sắp xếp ở phía sau cho người dùng cá nhân và phòng chat lùi lại ở sơ đồ web. Nó đã bị được loại bỏ khi hệ thống phía sau của Flickr thay đổi để loại bỏ nền tảng mã của Game Neverending.
Một số tính năng chủ chốt của Flickr không thuộc về bản ban đầu là thẻ ghi ảnh, đánh dấu ảnh làm ảnh ưa thích, nhóm các ảnh với nhau theo sở thích, đang chờ được cấp bằng sáng chế.
Vào tháng 3 năm 2005, Công ty Yahoo! đã mua lại Ludicorp và Flickr. Trong suốt tuần lễ ngày 28 tháng 6 tất cả các nội dung đã được chuyển từ máy chủ ở Canada sang máy chủ ở Hoa Kỳ, dẫn đến tất cả các dữ liệu đã được chuyển sang luật liên bang của Hoa Kỳ.
Vào ngày 16 tháng 5 năm 2006 Flickr đã cập nhật dịch vụ từ bản Beta sang "Gamma" với sự thay đổi về thiết kế và cấu trúc. Theo trang các câu hỏi thường gặp, thuật ngữ "Gamma", hiếm khi dùng trong quy trình phát triển phần mềm, có nghĩa là một cách dùng châm biếm để chỉ rằng dịch vụ lúc nào cũng được kiểm tra bởi người dùng, và nó sẽ không bao giờ ngừng phát triển. Đối với tất cả các tính năng, thì dịch vụ hiện nay được xem là một bản phát hành ổn định.
Vào ngày 29 tháng 12 năm 2006 giới hạn tải lên đã được tăng lên 100MB một tháng (từ 20MB) và bỏ Tài khoản cấp cao, cho phép tải lên không giới hạn dành cho những tài khoản này (lên tới 2GB mỗi tháng).
Vào tháng 1 năm 2007, Flickr thông báo rằng thành viên "Old Skool", những thành viên có từ trước khi Yahoo! sở hữu, sẽ được yêu cầu phải tích hợp tài khoản của họ vào Yahoo! ID trước ngày 15 tháng 3 để tiếp tục sử dụng dịch vụ This move was criticized by some users..
Flickr sau đó đã thêm giới hạn là 3.000 địa chỉ liên lạc và 75 thẻ thông tin cho hình. Những tài khoản trước đây có trên 3.000 liên hệ sẽ không thể thêm được nữa cho đến khi loại bỏ bớt, giới hạn thẻ cũng được áp dụng tương tự. Giới hạn về liên hệ không còn tồn tại.

Logo Flickr loves you

Vào tháng 6 năm 2007 Flickr đổi dòng ghi chú trên logo, giờ là 'Flickr LOVES YOU' thay vì 'Flickr GAMMA'. 

## Tính năng

### Tổ chức

Hình chụp một thẻ ghi nóng tại Flickr

Flickr cho phép người đăng hình xếp thể loại cho hình bằng cách sử dụng "thẻ" từ khóa (một dạng siêu dữ liệu), cho phép người tìm kiếm dễ tìm hình liên quan đến chủ đề như tên nơi chốn hoặc chủ đề. Flickr cho phép tiếp cận nhanh vào hình được ghi thẻ với những khóa phổ biến nhất. Vì nó hỗ trợ thẻ quyền do người dùng tạo ra, Flickr liên tục được ghi chú như một hình mẫu cơ bản của việc sử dụng tốt folksonomy, mặc dù Thomas Vander Wal cho rằng Flickr không phải là ví dụ tốt nhất của folksonomy. Ngoài ra, Flickr là webite đầu tiên hiện thực mây thẻ.
Flickr cũng cho phép người dùng xếp thể loại hình vào "tập hợp", hoặc nhóm hình ảnh có cùng tựa đề. Tuy nhiên, tập hợp thì uyển chuyển hơn phương pháp tổ chức tập tin dựa theo thư mục truyền thống, vì một hình có thể thuộc về một tập hợp, nhiều tập hợp, hoặc chẳng tập hợp nào cả. (Nguyên lý này tương tự như "nhãn" trong Gmail của Google). Các tập hợp của Flickr đại diện một dạng siêu dữ liệu hơn là cấu trúc vật lý. Những tập hợp có thể được nhóm thành "bộ sưu tập", và bộ sưu tập lại được nhóm lại trong những bộ sưu tập lớn hơn.
Cuối cùng, Flickr cho phép một API dịch vụ web toàn diện cho phép lập trình viên tạo ra các ứng dụng có thể thực hiện hầu hết bất cứ chức năng nào mà người dùng có thể làm được trên trang Flickr.

### Organizr
Organizr là một ứng dụng web để tổ chức hình ảnh với một tài khoản Flickr có thể tiếp cận thông qua giao diện Flickr. Nó cho phép người dùng chỉnh sửa thẻ, mô tả, và tạo nhóm, và đặt hình ảnh vào bản đồ thế giới (tính năng liên kết với Yahoo! Maps). Nó dùng Ajax để giả lập sao cho giao diện, cảm giác, và các chức năng nhanh chóng như các chương trình quản lý ảnh trên máy tính để bàn. Do điều này, Organizr đơn giản hóa tổ chức gói của ảnh rất nhiều, thứ rất kềnh càng với giao diện web thông thường.

### Quản lý truy cập
Flickr cung cấp cả lưu trữ hình ảnh ở mức độ riêng tư và công cộng. Người dùng khi tải một hình lên có thể thiết lập quản lý tính riêng tư và xác định ai sẽ có thể xem được hình đó. Một bức ảnh có thể được gắn cờ công cộng hoặc riêng tư. Hình riêng tư chỉ hiện hữu đối với người tải lên, nhưng họ chúng cũng có thể được đánh dấu để bạn bè hoặc gia đình cũng xem được. Những thiết lập về tính riêng tư cũng được quyết định bằng cách thêm ảnh từ loạt ảnh của người dùng vào "group pool". Nếu một nhóm là riêng tư thì tất cả các thành viên trong nhóm có thể xem. Nếu một nhóm là công cộng thì bức ảnh cũng trở nên công cộng. Flickr cũng cung cấp một "danh sách địa chỉ" có thể dùng để quản lý việc truy cập hình ảnh đối với một số người dùng nhất định tương tự như LiveJournal.
Vào mùa thu 2006 Flickr tạo một hệ thống "guest pass" cho phép hình ảnh riêng tư có thể được chia sẻ với những người không phải thành viên Flickr. Ví dụ, một người có thể gửi email đến cha mẹ mình, những người có thể không hề có tài khoản tại Flickr để cho phép họ xem ảnh riêng tư của mình. Thiết lập này cho phép nhiều ảnh chia sẻ cùng lúc, hoặc tất cả các ảnh dưới một thể loại riêng tư nào đó (bạn bè hoặc gia đình).
Vào tháng 3 năm 2007, Flickr thêm quản lý lọc nội dung mới cho phép thành viên xác định mặc định loại hình ảnh nào họ thường tải lên (hình chụp, tranh vẽ, hoặc hình chụp màn hình) và hình của họ "an toàn" (có nghĩa là không vi phạm bất cứ điều gì) hay không, cũng như xác định từng thông tin cá nhân cho từng ảnh. Thêm vào đó, người dùng có thể xác định cùng tiêu chí khi tìm kiếm ảnh. Có một số hạn chế về tìm kiếm đối với vài loại người dùng: người dùng không phải thành viên phải luôn dùng SafeSearch, sẽ xóa các ảnh được ghi chú là có thể vi phạm điều gì đó, trong khi thành viên có tài khoản Yahoo! được chỉ định là chưa đủ tuổi vị thành niên có thể dùng SafeSearch hoặc SafeSearch vừa phải, nhưng không thể tắt SafeSearch hoàn toàn.
Nhiều thành viên cho phép mọi người xem ảnh, tạo thành một cơ sở dữ liệu cộng tác lớn gồm các hình được phân loại. Mặc định, những thành viên khác có thể để lại bình luận về bất cứ hình gì có quyền xem, và trong một số trường hợp thêm vào danh sách các thẻ ghi chú đi kèm với ảnh.

### Tương tác và tương thích
Tính năng của Flickr bao gồm RSS và Atom feed và một API cho phép lập trình viên độc lập mở rộng dịch vụ.
Tính năng nền tảng của trang dựa trên HTML và HTTP chuẩn, cho phép tương thích rộng với các hệ điều hành và trình duyệt web. Organizr sử dụng Ajax, phù hợp với phần lớn các trình duyệt hiện đại nhất, và phần lớn các giao diện ghi thẻ và soạn thảo khác cũng sở hữu tính năng Ajax..
Hình có thể được đăng vào bộ sưu tập của người dùng thông qua đính kèm email, cho phép tải lên trực tiếp từ nhiều điện thoại chụp hình và ứng dụng tương thích email.
Flickr đã được nhiều người dùng web xem là trang lưu trữ hình chính của họ, đặc biệt là thành viên của các cộng đồng weblog. Thêm vào đó, nó phổ biến với người dùng Linux và Macintosh, những người thường bị khóa khỏi các trang chia sẻ hình vì nó yêu cầu phải cài đặt Windows/Internet Explorer thì mới hoạt động được.
Flickr sử dụng vi định dạng Geo trên trang dành cho hơn 3 triệu hình được đánh thẻ Geo

### Lưu trữ
Với tài khoản miễn phí, người dùng chỉ xem được 200 ảnh gần nhất mà họ đã truyền lên. Những hình cũ hơn không bị xóa, và vẫn có thể xem được qua URL (ví dụ liên kết từ trang web khác); tuy nhiên, họ sẽ không còn có thể tiếp cận vào thẻ hình hoặc sửa chữa nó từ tài khoản Flickr được nữa.
Tài khoản miễn phí không hoạt động trong 90 ngày liên tục sẽ tự động bị xóa.

### Lọc nội dung
Vào mùa xuân năm 2007 Flickr giới thiệu bộ lọc bắt buộc đối với tất cả các hình và sẽ được kiểm tra lại để thiết lập mức độ phù hợp. Mặc định tất cả các tài khoản Flickr được thiết lập trạng thái thích hợp cho thiểu sổ và người dùng phải đổi chúng trong tài khoản của họ.
Flickr từ đó sử dụng thiết đặt này để thay đổi mức độ truy cập đến những nội dung "không an toàn" đối với một số nước, bao gồm Hàn Quốc, Hồng Kông, và Đức. Người dùng ở Đức đã phản đối việc mình bị gán quá ít quyền lợi vào mùa hè năm 2007.
Bộ lọc của Flickr giả thiết rằng tất cả đều không an toàn và không nên đưa ra công cộng cho đến một người trong đội ngũ quản lý xác nhận rằng tài liệu đó là an toàn. Cho đến khi điều này xảy ra những người không có tài khoản Yahoo và Flickr tài liệu không thể xem được chúng. Không có cách nào vượt qua vấn đề ngoài việc nhận được sự đảm bảo từ quản lý Flickr. Vào thời điểm viết bài, điều này có thể kéo dài đến một tháng.
Một trang Flickr không được đánh dấu an toàn chỉ có thể xem được bởi những người trong cộng đồng đã đặt bộ lọc của họ cao hơn mặc định.

### Yahoo! Photos
Yahoo đã công bố
rằng họ sẽ đóng cửa Lưu trữ ngày 31 tháng 8 năm 2007 tại Wayback Machine Yahoo! Photos vào ngày 20 tháng 9 năm 2007, sau thời gian đó tất cả hình sẽ bị xóa. Trong giai đoạn chuyển tiếp, người dùng có thể chuyển hình của họ qua Flickr. Tất cả những ai chuyển qua Flickr sẽ được tặng ba tháng sử dụng tài khoản Flickr PRO cho đến tháng 9 đúng lúc họ chính thức đóng cửa Yahoo! Photos.

### Giấy phép
Flickr cho người dùng khả năng phát hành ảnh của họ dưới một số giấy phép sử dụng chung. Những tùy chọn giấy phép chủ yếu bao gồm Creative Commons 2.0 dựa trên ghi công và các giấy phép quản lý nội dung nhỏ - mặc dù không cho chọn quy định và giấy phép cụ thể theo phiên bản. Như đối với "tags", trang web cho phép dễ dàng tìm kiếm chỉ những hình có giấy phép cụ thể nào đó.

### Tích hợp với Yahoo Web Search
Từ ngày 24 tháng 8 năm 2006, một số tìm kiếm trên web Yahoo! sẽ trả về kết quả hình ảnh từ Flickr, ví dụ như "ảnh vui" hay "ảnh du lịch".

## Kiến trúc phần mềm
Cal Henderson, một nhà phát triển Flickr, đã tiết lộ nhiều phần phía sau của dịch vụ trong một tập tin  Lưu trữ ngày 21 tháng 4 năm 2006 tại Wayback Machine trình chiếu PowerPoint 2005 tại Hiệp hội PHP Vancouver. Platform bao gồm:
- PHP cho nhân luận lý ứng dụng
- Smarty Bộ máy tạo mẫu
- PEAR co XML & Email
- Perl để "quản lý"
- HìnhMagick
- MySQL 4.0
- Java cho các dịch vụ ở từng địa điểm
- Apache Web Server 2
- Adobe Flash
- Fotonotes để ghi chú hình[20].

## Tranh cãi về chế độ kiểm duyệt

Người dùng ở Trung Quốc lục địa không thể xem ảnh tại Flickr khi họ đăng nhập.

Vào ngày 12 tháng 6 2007, sau kết quả cuộc việc công bố phiên bản ngôn ngữ địa phương hóa của trang, Flickr đã hiện thực một hệ thống đánh giá phía người dùng để lọc ra các ảnh có khả năng gây tranh cãi. Đồng thời, người dùng với tài khoản đăng ký với dịch vụ con của Yahoo! tại Đức, Singapore, Hồng Kông, và Hàn Quốc bị ngăn không cho xem hình được xếp hạng "vừa phải" hoặc "hạn chế" theo thước đo 3 mức. Nhiều người dùng Flickr, đặc biệt ở Đức, đã phản đối sự hạn chế này, cho rằng đó là những sự kiểm duyệt không mong muốn của Flickr và Yahoo  Lưu trữ ngày 30 tháng 6 năm 2007 tại Wayback Machine.
Việc quản lý Flickr, không sẵn sàng để đi vào chi tiết pháp lý, đã nói rằng lý do của việc lọc loại nghiêm ngặt này là do luật xác định tuổi tác nghiêm ngặt tại Đức. Vấn đề này nhận được một số sự chú ý từ truyền thông quốc gia Đức, đặc biệt trong các ấn phẩm trực tuyến. Những báo cáo ban đầu cho thấy những hành động của Flickr là một hành động cẩn thận, nếu không gây sự chú ý, để tránh bị luật pháp sờ gáy , mặc dù sau đó có thông tin rằng hành động của Flickr là không cần thiết .
Vào ngày 20 tháng 6 năm 2007 Flickr phản ứng bằng cách cho phép người dùng Đức tiếp cận vào ảnh "vừa phải" nhưng không được vào "hạn chế", và bỏ nhỏ rằng sẽ giải quyết vấn đề tuổi tác tại Đức trong tương lai, mặc dù không đề cập gì đến các nước như Singapore, Hồng Kông hay Hàn Quốc.
Flickr cũng bị khóa bởi chính phủ một số nước. Người dùng ở Trung Hoa lục địa đã bị từ chối không cho truy cập Flickr bởi ISP Trung Quốc từ đầu tháng 6, năm 2007. Flickr cũng hoàn toàn bị khóa ở Các Tiểu vương quốc Ả rập Thống nhất, Iran, và những nước Hồi giáo khác (không có Thổ Nhĩ Kỳ). Những chi tiết để làm thế nào tránh khỏi sự ngăn chặn này đã được lan truyền trên các trang web.

## Chi chú và tham khảo
1. ↑  “Flickr Jobs”. Flickr. Truy cập ngày 6 tháng 4 năm 2018.
2. ↑  “An Amazing 8 Years – Flickr Blog”. Flickr. Truy cập ngày 10 tháng 2 năm 2014.
3. ↑  Parfeni, Lucian (ngày 5 tháng 8 năm 2011). “Flickr Boasts 6 Billion Photo Uploads”. Softpedia. Truy cập ngày 1 tháng 3 năm 2012.
4. ↑  “The man behind Flickr on making the service 'awesome again'”. The Verge. ngày 20 tháng 3 năm 2013. Truy cập ngày 29 tháng 8 năm 2013.
5. ↑  “Flickr for iPhone, iPod touch, and iPad on the iTunes App Store”. Truy cập ngày 24 tháng 7 năm 2013.
6. ↑  “Official Flickr App for Android”. Truy cập ngày 24 tháng 7 năm 2013.
7. ↑  “Introducing Flickr for Windows 7 and Windows Phone 7”. Flickr. ngày 6 tháng 1 năm 2011. Truy cập ngày 13 tháng 3 năm 2015.
8. ↑  Pollicino, Joe (ngày 22 tháng 2 năm 2012). “'Select' PS Vita Apps Hit the US PlayStation Store: Netflix, LiveTweet and Flickr”. Engadget. Truy cập ngày 24 tháng 7 năm 2013.
9. ↑  “US Patent Application 20060242139: Interestingness ranking of media objects”. Butterfield; Daniel S.; et al. ngày 26 tháng 10 năm 2006. Bản gốc lưu trữ ngày 17 tháng 7 năm 2013. Truy cập ngày 21 tháng 1 năm 2007.
10. ↑  “Data moving to U.S. very soon!”. Flickr. ngày 10 tháng 6 năm 2005. Truy cập ngày 4 tháng 9 năm 2006. Kiểm tra giá trị ngày tháng trong: |date= (trợ giúp)
11. ↑  “What does Flickr Gamma mean?”. Flickr. Bản gốc lưu trữ ngày 2 tháng 2 năm 2007. Truy cập ngày 4 tháng 9 năm 2006.
12. ↑  “How many photos can I upload for free?”. Flickr. Truy cập ngày 16 tháng 5 năm 2007.
13. ↑  “Yahoo! IDs, signing in and screen names”. Flickr. Bản gốc lưu trữ ngày 2 tháng 2 năm 2007. Truy cập ngày 1 tháng 2 năm 2007.
14. ↑  “Flickr to require Yahoo usernames”. BBC News. Truy cập ngày 15 tháng 6 năm 2007.
15. ↑  Vander Wal, Thomas (ngày 17 tháng 1 năm 2006). “Folksonomy Research Needs Cleaning Up”. Truy cập ngày 4 tháng 9 năm 2006. Kiểm tra giá trị ngày tháng trong: |date= (trợ giúp)
16. ↑  Geo examples, in the wild
17. ↑  “I have a free account. Some of my photos aren't showing up. Why?”. Flickr. Bản gốc lưu trữ ngày 9 tháng 8 năm 2005. Truy cập ngày 4 tháng 9 năm 2006.
18. ↑  3 tháng 5 năm 2007-yahoo-photos-flickr_N.htm “Yahoo Photos going dark as Flickr shines on” Kiểm tra giá trị |url= (trợ giúp). USAToday. Truy cập ngày 30 tháng 5 năm 2007.
19. ↑  Yahoo! (ngày 24 tháng 8 năm 2006). “Yahoo! Search blog: It's a Flickr Moment!”. Bản gốc lưu trữ ngày 28 tháng 9 năm 2007. Truy cập ngày 1 tháng 1 năm 2007.
20. ↑  “Collection of scripts for annotating images”. Bản gốc lưu trữ ngày 30 tháng 8 năm 2007. Truy cập ngày 31 tháng 8 năm 2007.
21. ↑  Rawle, Jonathan (ngày 21 tháng 6 năm 2007). “Beating the China Flickr block”. Truy cập ngày 2 tháng 8 năm 2007.

- Graham, Jefferson (ngày 27 tháng 2 năm 2006). 27 tháng 2 năm 2006-flickr_x.htm “Flickr of idea on a gaming project led to photo website” Kiểm tra giá trị |url= (trợ giúp). USA Today. Truy cập ngày 4 tháng 9 năm 2006. Kiểm tra giá trị ngày tháng trong: |date= (trợ giúp)